# Batraz Gurciev
Batraz Olegovič Gurciev (in russo Батраз Олегович Гурциев?; Vladikavkaz, 12 dicembre 1998) è un calciatore russo, centrocampista del SKA-Chabarovsk.

## Carriera
Cresciuto nel settore giovanile del Krasnodar, nel 2016 si è trasferito allo Spartak Vladikavkaz, la squadra della sua città natale, dove ha disputato due stagioni in terza divisione collezionando 40 presenze e 10 gol. Nel 2018 è passato al Čajka Pesčanopskoe, sempre in terza divisione, e l'anno successivo è stato ceduto in prestito all'Alanija Vladikavkaz, che lo ha poi acquistato a titolo definitivo nel 2020. In tre stagioni con l'Alanija ha segnato 36 gol in 98 presenze tra campionato e coppa, contribuendo alla promozione in seconda divisione.
L'8 luglio 2022 ha firmato con l'Orenburg, con cui ha esordito in Prem'er-Liga il 23 luglio, disputando l'incontro vinto 3-0 contro l'Ural.

## Statistiche

### Presenze e reti nei club
Statistiche aggiornate al 22 agosto 2022.
| Stagione                   | Squadra                    | Campionato                 | Campionato | Campionato | Coppe nazionali | Coppe nazionali | Coppe nazionali | Coppe continentali | Coppe continentali | Coppe continentali | Altre coppe | Altre coppe | Altre coppe | Totale | Totale |
| Stagione                   | Squadra                    | Comp                       | Pres       | Reti       | Comp            | Pres            | Reti            | Comp               | Pres               | Reti               | Comp        | Pres        | Reti        | Pres   | Reti   |
| -------------------------- | -------------------------- | -------------------------- | ---------- | ---------- | --------------- | --------------- | --------------- | ------------------ | ------------------ | ------------------ | ----------- | ----------- | ----------- | ------ | ------ |
| 2016-2017                  | Spartak Vladikavkaz        | 2D                         | 13         | 5          | CR              | 0               | 0               |                    | -                  | -                  |             | -           | -           | 13     | 5      |
| 2017-2018                  | Spartak Vladikavkaz        | 2D                         | 27         | 5          | CR              | 1               | 0               |                    | -                  | -                  |             | -           | -           | 28     | 5      |
| Totale Spartak Vladikavkaz | Totale Spartak Vladikavkaz | Totale Spartak Vladikavkaz | 40         | 10         |                 | 1               | 0               |                    | -                  | -                  |             | -           | -           | 41     | 10     |
| 2018-2019                  | Čajka Pesčanopskoe         | 2D                         | 9          | 0          | CR              | 1               | 0               |                    | -                  | -                  |             | -           | -           | 10     | 0      |
| 2019-2020                  | Alanija Vladikavkaz        | 2D                         | 13         | 8          | CR              | 3               | 2               |                    | -                  | -                  |             | -           | -           | 16     | 10     |
| 2020-2021                  | Alanija Vladikavkaz        | 1D                         | 40         | 13         | CR              | 1               | 1               |                    | -                  | -                  |             | -           | -           | 41     | 14     |
| 2021-2022                  | Alanija Vladikavkaz        | 1D                         | 36         | 11         | CR              | 5               | 1               |                    | -                  | -                  |             | -           | -           | 41     | 12     |
| Totale Alanija Vladikavkaz | Totale Alanija Vladikavkaz | Totale Alanija Vladikavkaz | 89         | 32         |                 | 9               | 4               |                    | -                  | -                  |             | -           | -           | 98     | 36     |
| 2022-2023                  | Orenburg                   | PL                         | 4          | 0          | CR              | 0               | 0               |                    | -                  | -                  |             | -           | -           | 4      | 0      |
| Totale carriera            | Totale carriera            | Totale carriera            | 142        | 42         |                 | 11              | 4               |                    | -                  | -                  |             | -           | -           | 153    | 46     |